# Ilya Klepikov
Pour les articles homonymes, voir Klepikov.
Ilya Klepikov, né le 2 février 1994 à Donetsk, est un coureur cycliste ukrainien.

## Palmarès sur route

### Par année
- 2015
  - 1re étape du Tour du Portugal de l'Avenir
  - 2e du championnat d'Ukraine sur route espoirs
- 2016
  - 3e du championnat d'Ukraine du contre-la-montre espoirs
- 2018
  - 3e de la Horizon Park Race Maïdan

### Classements mondiaux
| Année           | 2015 | 2016   | 2017 | 2018   | 2019   |
| --------------- | ---- | ------ | ---- | ------ | ------ |
| UCI Europe Tour | 678e | 1 641e |      | 1 103e | 1 469e |

## Palmarès sur piste

### Championnats d'Ukraine
- 2014
  - 2e de la poursuite par équipes
- 2017
  -  Champion d'Ukraine de poursuite par équipes[n 3]
  - 3e de la poursuite
- 2018
  - 2e de la poursuite par équipes
- 2019
  - 2e de la poursuite par équipes